# Cláudio Luís Assunção de Freitas
Claudio Luiz Assuncao de Freitas (São Paulo, 31 maart 1972) is een voormalig Braziliaans voetballer.

## Carrière
Claudio speelde tussen 1993 en 2002 voor União São João, Flamengo, Palmeiras, Bellmare Hiratsuka, Santos, Etti Jundiai, Cerezo Osaka en América.